# تیمبروود (تگزاس)
تیمبروود (به انگلیسی: Timberwood Park) یک منطقهٔ مسکونی در ایالات متحده آمریکا است که در شهرستان بیر، تگزاس واقع شده‌است. تیمبروود ۱۳٬۴۴۷ نفر جمعیت دارد و ۳۷۶ متر بالاتر از سطح دریا واقع شده‌است.